# اسکار لاریوس
اسکار لاریوس (زادهٔ ۱ نوامبر ۱۹۷۶) یک بوکسور بازنشسته اهل مکزیک است که از سال ۱۹۹۴ تا ۲۰۰۹ به رقابت پرداخت. او قهرمان جهان در دو وزن مختلف است، از سال ۲۰۰۲ تا ۲۰۰۴ دارندهٔ عنوان قهرمانی دسته سوپر بنتام‌وید از شورای جهانی بوکس و از سال ۲۰۰۸ تا ۲۰۰۹ دارندهٔ همین عنوان قهرمانی در دسته سبک‌وزن بود.

## دوران حرفه‌ای
لاریوس که توسط اسکار دلا هُویا به دنیای بوکس معرفی شد، کار خود را از ۱۷ سالگی آغاز کرد و در اوایل کارش شکست‌هایی در برابر اسرائیل وازکز با ناک‌اوت در دور اول و آگاپیتو سانچز با ناک‌داون در دور پنجم تجربه کرد. اما به سرعت به فرم ایدئال خود رسید و رکورد ۳۹–۲ را برای خود قبل از کسب نخستین عنوان قهرمانی جهان به ثبت رساند.

### قهرمانی سوپر بنتام‌وید شورای جهانی بوکس
در سال ۲۰۰۱، لاریوس به مصاف قهرمان بدون باخت شورای جهانی بوکس در دسته سوپر بنتام‌وید یعنی ویلی جوریین رفت و در تصمیمی مورد مناقشه در ۱۲ دور شکست خورد. به دلیل عدم فعالیت جوریین، لاریوس برای کسب عنوان موقت سوپر بنتام‌وید در شورای جهانی بوکس به مصاف وازکز رفت و انتقام شکست قبلی خود را با پیروزی از طریق ناک‌داون در دور دوازدهم گرفت. چند ماه بعد، لاریوس دوباره به مصاف جوریین رفت و با پیروزی از طریق ناک‌داون در دور اول، شکست قبلی را جبران کرد.
لاریوس تا ۷ بار از عنوان قهرمانی خود دفاع کرد، از جمله پیروزی‌های او می‌توان بر پیروزی مقابل ندال حسین و دو پیروزی بر وین مک‌کلاو که محبوب طرفداران بود، اشاره کرد. او سپس دوباره به مصاف وازکز رفت اما این بار در دور سوم با ناک‌اوت شکست خورد و بدین ترتیب عنوان قهرمانی خود را از دست داد. در ژوئیهٔ سال ۲۰۰۶، لاریوس به دسته وزنی سوپر فدراوید رفت تا با مانی پاکیائو، قهرمان سه‌وزن فیلیپینی که مهارت ویژه‌ای در ناک‌اوت حریفان داشت، مبارزه کند. لاریوس با شجاعت مبارزه کرد اما توسط پاکیائو که بزرگتر از او بود تحت کنترل قرار گرفت و دو بار ناک‌داون شد و در نهایت با تصمیم داوران در دور دوازدهم شکست خورد.

### انتقال به وزن فوق سبک

#### قهرمانی موقت وزن فوق سبک در شورای جهانی بوکس
در ۲۱ ژوئیهٔ ۲۰۰۷، خورخه لینارس از ونزوئلا لاریوس را با ناک‌اوت در دور دهم در لاس‌وگاس، برای کسب عنوان قهرمانی موقت وزن فوق سبک در شورای جهانی بوکس شکست داد. پس از مبارزه با لینارس، لاریوس به وجود یک هماتوم زیرجلدی و خونریزی در مغز، آگاه شد که این موضوع باعث ناامیدی او برای ادامه حرفهٔ بوکس خود شد. با این حال لاریوس پس از مدتی در نهایت به حرفه بوکس بازگشت اما همچنان تحت مراقبت‌های پزشکی در ایالات متحده باقی ماند.
در تاریخ ۲۲ فوریه ۲۰۰۸، اسکار لاریوس آخرین مسابقه خود را با پیروزی از طریق تصمیم اکثریت داوران در برابر آرتورو گومز به‌دست‌آورد.
در ماه مه ۲۰۰۸، لاریوس با پیروزی از طریق ناک‌اوت در دور پنجم در برابر فیدر ویلوریا، عنوان قهرمانی موقت وزن فوق سبک در شورای جهانی بوکس را کسب کرد. این عنوان به دلیل عدم توانایی قهرمان وقت خورخه لینارس برای مبارزه با ویلوریا به دلیل آسیب‌دیدگی، به لاریوس اعطا شد. در ۲ اوت ۲۰۰۸، در زاپوپان، خالیسکو، لاریوس اولین دفاع از عنوان قهرمانی خود را انجام داد و مارلون آگیلار را با ناک‌اوت در دور هفتم شکست داد. این مبارزه برای چندین دور رقابتی بود، اما لاریوس کنترل را در دست گرفت، آگیلار را در پایان دور ششم ناک‌داون کرد و در دور هفتم با ناک‌اوت پیروز شد.

### قهرمانی وزن فوق سبک شورای جهانی بوکس
لاریوس عنوان کامل قهرمانی وزن فوق سبک در شورای جهانی بوکس را زمانی که لینارس آن را رها کرد تا به وزن بالاتر برود، به ارث برد.
او اولین دفاع از عنوان خود را با پیروزی از طریق تصمیم داوران در تاریخ ۱۶ اکتبر ۲۰۰۸ در برابر تاکاهرو آو انجام داد. با وجود اینکه در دور چهارم به زمین افتاد اما لاریوس توانست با نبوغ خود بر حریف ژاپنی غلبه کرده و پیروز شود.
این دو مبارز دوباره در ۱۲ مارس ۲۰۰۹ به مصاف یکدیگر رفتند. مشابه مبارزه قبلی، این بار نیز نتیجه به تصمیم داوران رسید، اما این بار به نفع آو بود.